# Bortkiewicze
Bortkiewicze – dawna okolica szlachecka. Tereny, na których była położona, leżą obecnie na Białorusi, w obwodzie grodzieńskim, w rejonie oszmiańskim, w sielsowiecie Murowana Oszmianka.

## Historia
W czasach zaborów wieś włościańska w gminie Polany, w powiecie oszmiańskim, w guberni wileńskiej Imperium Rosyjskiego. W 1866 roku należała do dóbr skarbowych Daukszyszki. W 1905 roku okolica liczyła 58 mieszkańców, 164 dziesięcin.
W latach 1921–1945 okolica leżała w Polsce, w województwie wileńskim, w powiecie oszmiańskim, w gminie Polany.
W 1931 w 8 domu zamieszkiwały 54 osoby.
Wierni należeli do parafii rzymskokatolickiej w Murowanej Oszmiance. Miejscowość podlegała pod Sąd Grodzki w Oszmianie i Okręgowy w Wilnie; właściwy urząd pocztowy mieścił się w Oszmianie.